# 学校図書
学校図書株式会社（がっこうとしょ、英: GAKKOTOSHO Co., Ltd.、略: 学図（がくと））は、小学校・中学校の教科書を主体に教育関連の書籍などを出版する企業であり、数研出版グループである。
ガクトと呼ぶ教育関係者もいる。

## 概要
1948年東京都港区芝三田豊岡町 (現、港区三田五丁目) に設立。教科書の他学校向けの教育副読本（道徳など）、教育に関する単行本などを編集・出版している。またNHKエンタープライズと提携した「NHKスポーツビデオ」も発売している。
小学校用は国語（書写も含む）・算数・理科・生活を発行しており、中学校用では国語（書写も含む）・数学・理科・英語を発行している。かつては社会科も発行していたが、児童・生徒数の減少などから1995〜96年度をもって撤退している。
設立以来、図書印刷の関連会社だったが、2021年8月に数研出版に買収された。

## 関連会社
- みずうみ書房